# Новинки (Борковская волость)
Новинки — деревня в Великолукском районе Псковской области России. Входит в состав сельского поселения «Борковская волость».
Расположена на юго-западе района, к востоку от озера Балаздынь, в 48 км к юго-западу от центра города Великие Луки и в 2 км к западу от волостного центра деревни Борки.

## Население
Численность населения деревни по оценке на 2000 год составляла 34 человека, на 2010 год — 20 человек.